# Olethreutini
Az Olethreutini a sodrómolyfélék (Tortricidae) tükrösmolyformák (Olethreutinae) alcsaládjának névadó nemzetsége. Fajainak többségét magyarul valamilyen tükrösmolynak hívják.

## Származásuk, elterjedésük
Ez a meglehetősen fajgazdag taxon a sodrómolyfélék legbizonytalanabb rendszertani helyzetű nemzetsége, amit több szerző is parafiletikusnak tart. Nemeinek száma valószínűleg 160-nál is több (a különböző szerzők nagyon eltérő számokat adnak meg, ráadásul sok trópusi faj valószínűleg még fölfedezetlen).  Európában 29 nemük fajai fordulnak elő; ezeket a nemek felsorolásánál külön jelöljük.

## Rendszertani felosztásuk
Ismertebb nemek (hiányos, bizonytalan):
- Acantheucosma
- Actinocentra
- Adiakonoffia
- Afrocostosa
- Afroploce
- Afrothreutes
- Ahmosia
- Alexiloga
- Antaeola
- Antirrhopa
- Apeleptera
- Apolobesia
- Apotomis — Európában is előfordul
- Apsidophora
- Arcesis
- Archilobesia
- Argyroploce — Európában is előfordul
- Asaphistis
- Astronauta
- Aterpia — Európában is előfordul
- Atriscripta
- Atrypsiastis
- Baburia
- Basigonia
- Bucephalacra
- Cacocharis
- Camptrodoxa
- Capricornia — Európában is előfordul
- Celypha — Európában is előfordul
- Cephalophyes
- Cnecidophora
- Cosmopoda
- Cosmorrhyncha
- Costosa
- Crimnologa
- Cymolomia — Európában is előfordul
- Dactylioglypha
- Diakonoffiana
- Dicephalarcha
- Dolichohedya
- Dudua
- Dynatorhaba
- Eccopsis
- Endothenia
- Engelana
- Episimoides
- Episimus
- Eppihus
- Eremas
- Eubrochoneura
- Eudemis — Európában is előfordul
- Eudemopsis
- Eumarozia
- Euobraztsovia
- Evora
- Fansipaniana
- Geita
- Gnathmocerodes
- Gonomomera
- Hedya — Európában is előfordul
- Hilaroptila
- Hopliteccopsis
- Hoplitendemis
- Hystrichoscelus
- Lepidunca
- Leptocera
- Lipsotelus
- Lobesia
- Lobesiodes
- Megalomacha
- Megalota
- Meiligma
- Mesocharis
- Metendothenia — Európában is előfordul
- Metrioglypha
- Neopotamia
- Neorrhyncha
- Neostatherotis
- Niphadophylax
- Obudupotamia
- Oestropa
- Olethreutes — Európában is előfordul
- Omiostola
- Ophiorrhabda
- Orthotaenia — Európában is előfordul
- Oxysemaphora
- Palaeomorpha
- Paraeccopsis
- Paralobesia
- Pelatea — Európában is előfordul
- Penestostoma
- Penthostola
- Phaecadophora
- Phaecasiophora
- Phalarocarpa
- Phaulacantha
- Phiaris — Európában is előfordul
- Piniphila — Európában is előfordul
- Podognatha
- Pomatophora
- Pristerognatha — Európában is előfordul
- Promodra
- Prophaecasia
- Proschistis
- Psegmatica
- Pseudohedya
- Pseudohermenias — Európában is előfordul
- Pseudosciaphila — Európában is előfordul
- Psilacantha
- Rhectogonia
- Rhodacra
- Rhodocosmaria
- Rhodotoxotis
- Rhopaltriplasia
- Rudisociaria — Európában is előfordul
- Rufeccopsis
- Sambara
- Selenodes — Európában is előfordul
- Semniotes
- Semutophila
- Sisona
- Socioplana
- Sorolopha
- Stalagmocroca
- Statheromeris
- Statherotis
- Statherotmantis
- Statherotoxys
- Stictea — Európában is előfordul
- Sycacantha
- Syricoris
- Taiteccopsis
- Teleta
- Temnolopha
- Theorica
- Tia
- Trachyschistis
- Triheteracra
- Tsinilla
- Vacanara
- Xenolepis
- Xenopotamia
- Zellereccopsis
- Zomaria
- Zomariana

## Magyarországi fajok
Magyarországon 19 nem fajai élnek:
- Apotomis (Hb., 1825)
  - nyírfalevélsodró tükrösmoly (Apotomis betuletana Haworth, 1811) — Magyarországon többfelé előfordul (Buschmann, 2004; Pastorális, 2011);
  - fűzrügyrágó tükrösmoly (Apotomis capreana Hb., 1817) — Magyarországon sokfelé előfordul (Fazekas, 2001; astorális, 2011; Pastorális & Szeőke, 2011);
  - kormos tükrösmoly (Apotomis inundana Denis & Schiffermüller, 1775) — Magyarországon sokfelé előfordul (Buschmann, 2004; Pastorális, 2011);
  - fűzsodró tükrösmoly (Apotomis lineana Denis & Schiffermüller, 1775) — Magyarországon közönséges (Fazekas, 2001; Buschmann, 2004; Pastorális, 2011; Pastorális & Szeőke, 2011);
  - feketeáfonya-tükrösmoly (Apotomis sauciana Frölich, 1828) — Magyarországon szórványos (Pastorális, 2011);
  - fűzrügysodró tükrösmoly (Apotomis semifasciana Haworth, 1811) — Magyarországon szórványos (Fazekas, 2001; Pastorális, 2011);
  - nyíres-tükrösmoly (Apotomis sororculana Zetterstedt, 1839) — Magyarországon közönséges (Fazekas, 2001; Pastorális, 2011);
  - nyárfalevélsodró tükrösmoly (Apotomis turbidana Hb., 1825) — Magyarországon közönséges (Fazekas, 2001; Buschmann, 2004; Pastorális, 2011; Pastorális & Szeőke, 2011);
- Argyroploce (Hb., 1825)
  - körtikemoly (Argyroploce roseomaculana Herrich-Schäffer, 1851) — Magyarországon szórványos (Pastorális, 2011);
- Aterpia (Guenée, 1845)
  - sisakvirágmoly (Aterpia corticana Denis & Schiffermüller, 1775) — Magyarországon többfelé előfordul (Pastorális, 2011);
- Celypha (Hb., 1825)
  - moharágó tükrösmoly (Celypha aurofasciana Haworth, 1811) — Magyarországon szórványos (Pastorális, 2011);
  - hölgymálmoly (Celypha capreolana Herrich-Schäffer, 1851) — Magyarországon sokfelé előfordul (Fazekas, 2001; Buschmann, 2004; Pastorális, 2011; Pastorális & Szeőke, 2011);
  - mezei tükrösmoly (Celypha cespitana Hb., 1817) — Magyarországon közönséges (Fazekas, 2001; Buschmann, 2004; Pastorális, 2011; Pastorális & Szeőke, 2011);
  - öthorgú tükrösmoly (Celypha flavipalpana Herrich-Schäffer, 1851) — Magyarországon közönséges (Horváth, 1997; Fazekas, 2001; Pastorális, 2011; Pastorális & Szeőke, 2011);
  - vízparti tükrösmoly (Celypha lacunana Denis & Schiffermüller, 1775) — Magyarországon közönséges (Fazekas, 2001; Pastorális, 2011; Pastorális & Szeőke, 2011);
  - dudvasodró tükrösmoly (Celypha rivulana Scopoli, 1763) — Magyarországon közönséges (Fazekas, 2001; Pastorális, 2011; Pastorális & Szeőke, 2011);
  - ürömfúró tükrösmoly (Celypha rufana Scopoli, 1763) — Magyarországon közönséges (Pastorális, 2011; Pastorális & Szeőke, 2011);
  - hölgymál-tükrösmoly (Celypha rurestrana Duponchel, 1843) — Magyarországon szórványos (Pastorális, 2011);
  - csillagos tükrösmoly (Celypha siderana Treitschke, 1835) — Magyarországon szórványos (Pastorális, 2011);
  - pitypangfúró tükrösmoly (Celypha striana Denis & Schiffermüller, 1775) — Magyarországon közönséges (Fazekas, 2001; Buschmann, 2004; Pastorális, 2011; Pastorális & Szeőke, 2011);
  - fagyöngy-tükrösmoly (Celypha woodiana Barrett, 1882) — Magyarországon szórványos (Pastorális, 2011);
- Cymolomia (Lederer, 1859)
  - havasi tükrösmoly (Cymolomia hartigiana Saxesen, 1840) — Magyarországon szórványos (Pastorális, 2011);
- Endothenia (Stephens, 1852)
  - mácsonya-tükrösmoly (Endothenia gentianaeana Hb., 1799) — Magyarországon közönséges (Fazekas, 2001; Buschmann, 2004; Pastorális, 2011; Pastorális & Szeőke, 2011);
  - gyűszűvirág-tükrösmoly (Endothenia lapideana Herrich-Schäffer, 1851) — Magyarországon szórványos (Pastorális, 2011);
  - szegélyes tükrösmoly (Endothenia marginana Haworth, 1811) — Magyarországon sokfelé előfordul (Buschmann, 2004; Pastorális, 2011; Pastorális & Szeőke, 2011);
  - tisztesfű-tükrösmoly (Endothenia nigricostana Haworth, 1811) — Magyarországon sokfelé előfordul (Pastorális, 2011; Pastorális & Szeőke, 2011);
  - héjakút-tükrösmoly (Endothenia oblongana, E. sellana Haworth, 1811) — Magyarországon közönséges (Pastorális, 2011; Pastorális & Szeőke, 2011);
  - szemfoltos tükrösmoly (Endothenia pullana Haworth, 1811) — Magyarországon szórványos (Pastorális, 2011);
  - mocsári tükrösmoly (Endothenia quadrimaculana Haworth, 1811) — Magyarországon közönséges (Buschmann, 2004; Pastorális, 2011; Pastorális & Szeőke, 2011);
  - macskahere-tükrösmoly (Endothenia sororiana Herrich-Schäffer, 1851) — Magyarországon szórványos (Pastorális, 2011);
  - sötét tükrösmoly (Endothenia ustulana, E. carbonana Haworth, 1811) — Magyarországon sokfelé előfordul (Pastorális, 2011; Pastorális & Szeőke, 2011);
- Eudemis (Hb., 1825)
  - porfírmoly (Eudemis porphyrana Hb., 1799) — Magyarországon szórványos (Pastorális, 2011);
  - fehérfoltos tükrösmoly (Eudemis profundana, Endothenia profundana Denis & Schiffermüller, 1775) — Magyarországon közönséges (Horváth, 1997; Buschmann, 2004; Pastorális, 2011; Pastorális & Szeőke, 2011);
- Hedya (Hb., 1825)
  - sárgafoltú tükrösmoly (Hedya dimidiana Clerck, 1759) — Magyarországon többfelé előfordul (Horváth, 1997; Pastorális, 2011);
  - rügysodró tükrösmoly (Hedya nubiferana, H. dimidioalba Haworth, 1811) — Magyarországon közönséges (Fazekas, 2001; Buschmann, 2004; Pastorális, 2011; Pastorális & Szeőke, 2011);
  - rózsalevélsodró tükrösmoly (Hedya ochroleucana Frölich, 1828) — Magyarországon többfelé előfordul (Buschmann, 2004; Pastorális, 2011);
  - szilvarügymoly (Hedya pruniana Hb., 1799) — Magyarországon közönséges (Fazekas, 2001; Buschmann, 2004; Pastorális, 2011; Pastorális & Szeőke, 2011);
  - fehérhátú tükrösmoly (Hedya salicella L., 1758) — Magyarországon közönséges (Fazekas, 2001; Horváth, 1997; Buschmann, 2004; Pastorális, 2011; Pastorális & Szeőke, 2011);
- Lobesia (Guenée, 1845)
  - bogáncsfúró tükrösmoly (Lobesia abscisana, L. fuligana, Peristognatha fuligana Doubleday, 1849) — Magyarországon közönséges (Fazekas, 2001; Pastorális, 2011; Pastorális & Szeőke, 2011);
  - atracél-tükrösmoly (Lobesia artemisiana Zeller, 1847) — Magyarországon közönséges (Pastorális, 2011; Pastorális & Szeőke, 2011);
  - kétcsíkú tükrösmoly (Lobesia bicinctana Duponchel, 1844) — Magyarországon közönséges (Fazekas, 2001; Pastorális, 2011; Pastorális & Szeőke, 2011);
  - tarka szőlőmoly (Lobesia botrana Denis & Schiffermüller, 1775) — Magyarországon közönséges (Fazekas, 2001; Mészáros, 2005; Pastorális, 2011; Pastorális & Szeőke, 2011);
  - kutyatej-tükrösmoly (Lobesia euphorbiana Freyer, 1842) — Magyarországon szórványos (Fazekas, 2001; Pastorális, 2011);
  - erdei tükrösmoly (Lobesia reliquana Hb., 1825) — Magyarországon közönséges (Fazekas, 2001; Pastorális, 2011; Pastorális & Szeőke, 2011);
- Metendothenia (Diakonoff, 1973)
  - pettyes tükrösmoly (Metendothenia atropunctana Zetterstedt, 1839) — Magyarországon közönséges (Fazekas, 2001; Buschmann, 2004; Pastorális, 2011; Pastorális & Szeőke, 2011);
- Olethreutes (Hb., 1822)
  - avarevő tükrösmoly (Olethreutes arcuella Clerck, 1759) — Magyarországon közönséges (Fazekas, 2001; Pastorális, 2011);
- Orthotaenia (Stephens, 1829)
  - csalánsodró tükrösmoly (Orthotaenia undulana Denis & Schiffermüller, 1775) — Magyarországon közönséges (Fazekas, 2001; Buschmann, 2004; Pastorális, 2011; Pastorális & Szeőke, 2011);
- Pelatea (Guenée, 1845)
  - bazsarózsamoly (Pelatea klugiana Freyer, 1836) — Magyarországon szórványos (Pastorális, 2011);
- Phiaris (Hb., 1825)
  - árnyéklakó tükrösmoly (Phiaris umbrosana Freyer, 1842) — Magyarországon többfelé előfordul (Pastorális, 2011);
  - homályos tükrösmoly (Phiaris obsoletana Zetterstedt, 1839) — Magyarországon szórványos (Pastorális, 2011);
  - ezüstös tükrösmoly (Phiaris micana Denis & Schiffermüller, 1775) — Magyarországon szórványos (Pastorális, 2011);
  - sárgavillás tükrösmoly (Phiaris stibiana Guenée, 1845) — Magyarországon közönséges (Pastorális, 2011; Pastorális & Szeőke, 2011);
  - galajfonó tükrösmoly (Phiaris scoriana Guenée, 1845) — Magyarországon szórványos (Pastorális, 2011);
- Piniphila (Falkovitsh, 1962)
  - tobozrágó tükrösmoly (Piniphila bifasciana, Ph. decrepitana Haworth, 1811) — Magyarországon sokfelé előfordul (Fazekas, 2001; Pastorális, 2011; Pastorális & Szeőke, 2011);
- Pristerognatha (Obraztsov, 1960)
  - mimózamoly (Pristerognatha penthinana Guenée, 1845) — Magyarországon többfelé előfordul (Pastorális, 2011; Pastorális & Szeőke, 2011);
- Pseudohermenias (Obraztsov, 1960)
  - fenyőtű-tükrösmoly (Pseudohermenias abietana, P. hercyniana, P. clausthaliana Fabricius, 1787) — Magyarországon közönséges (Pastorális, 2011; Pastorális & Szeőke, 2011);
- Pseudosciaphila (Obraztsov, 1966)
  - homoki tükrösmoly (Pseudosciaphila branderiana, L., 1758) — Magyarországon közönséges (Horváth, 1997; Buschmann, 2004; Pastorális, 2011; Pastorális & Szeőke, 2011);
- Selenodes (Guenée, 1845)
  - varfűmoly (Selenodes karelica, S. textana Tengström, 1875) — Magyarországon többfelé előfordul (Fazekas, 2001; Pastorális, 2011);